# Lac des Prêtres
Le lac des Prêtres est avec le lac Pend Oreille et le lac Coeur d'Alene, l'un des trois grands lacs de la bande de terre, l'Idaho Panhandle, qui constitue l'extrémité nord de l'État l'Idaho aux États-Unis. Le lac Pend Oreille, un peu plus au sud, donne naissance à la Pend Oreille, affluente de fleuve Columbia, longue de 209 km, vers le nord-ouest et dans laquelle se jette la rivière Clark Fork.
Son premier nom fut celui de « lac De Boey »,  donné par Pierre-Jean De Smet en honneur du mécène belge Guillaume-Joseph De Boey, avant de le rebaptiser « lac Roothan », du nom de Jean-Philippe Roothaan, supérieur des Jésuites à Rome. Le site  prit aussi le nom d'une tribu indienne, donné par le capitaine américain John Mullan en 1865, puis celui de « lac Kaniksu », mot indien signifiant « robes noires ». Il a depuis retrouvé son appellation de « lac des Prêtres », donné par les indiens. Dans ses lettres de voyage, Pierre-Jean De Smet raconte que le lac était couvert de cygnes, de canards et d'oies sauvages lorsqu'il l'a découvert avec ses compagnons de voyage.
En 1854, le docteur George Suckley, médecin et naturaliste, a été embauché par le gouverneur du territoire Isaac Stevens pour étudier le tracé d'une ligne de train. Il a exploré la région des indiens Pend Oreille, le long de la rivière Clark Fork et été hébergé par des indiens vivant à un demi-mile du lac. Suckley a identifié les chutes d'eau de la confluence comme étant le site naturel où s'achève la migration des saumons. Le Canadien David Thompson avait mis sur pied en 1808-09, la « Kullyspell House » sur les rives du lac Pend Oreille. Il a estimé qu'entre 1 000 et 2 000 pêcheurs s'y rendaient en 1810. 